# ルードルフ・クリス
ルードルフ・クリス（Rudolf Kriß, 1903年5月5日 - 1973年8月15日）は、ドイツの民俗学者、巡礼研究家、宗教民俗の文物収集家、ナチスへの抵抗者。

## 来歴・人物
ドイツ・ベルヒテスガーデン出身、ドイツ語圏における本格的な巡礼研究の草分けの位置にあり、特にドイツのバイエルン地方の数百カ所の巡礼地について開創伝説と行事・習俗を詳細に調査・研究した。ウィーン大学講師のときオーストリアを併合したナチスによって教員資格をはく奪されたが、一年後にひとまず回復された。ベルヒテスガーデンへ帰郷していた1943年にナチスにのめりこんだ若者の説得をこころみて、却って体制を誹謗したとして密告された。民族法廷（ベルリン）で死刑判決を受け、亡き母親の友人であったオペラ歌手（ソプラノ）フェリーチェ・ミハチェックの奔走で死刑執行の直前に終身刑となり、後にアメリカ軍によって救出された。
戦後の荒廃したヨーロッパに向けてカトリック教会の理念による融和と復興を説いた。そのなかで執筆した民俗学と文化史の観点から注目すべき巡礼地100カ所の研究・解説『ヨーロッパの巡礼地』はよく知られ、日本語訳もある。
晩年には養子のオリエント研究家の協力を得て、エチオピア正教（キリスト教）と中東イスラーム圏の巡礼慣習と聖者崇敬について調査研究をおこなった。実家はビール醸造業を経営して経済的に余裕があったことを活かして、青年期から宗教民俗の文物の収集を手がけ、レーオポルト・シュミットとの共著で収集の手引きも刊行している。民俗学へ進んだのはカトリック教会系の民衆文物の学術的収集をおこなった民俗学者マリー・アンドレー＝アイゼンに私淑したことが大きく、その後継者でもあった。収集品のうちカトリック教会に関する資料はバイエルン・ナショナル・ミュージアム（ミュンヘン）に遺贈され、ミュンヘン郊外の専門の分館において展示されている。

## 著作（日本語訳）
- ヨーロッパの巡礼地 河野眞訳 文楫堂 2004